# テノホビル
テノホビル（Tenofovir、テノフォビルとも）は抗ウイルス薬の一つ。ジソプロキシルエステルまたはアラフェナミド（アラニンイソプロピルエステルとのアミド＋フェノールとのエステル）のフマル酸塩として販売されている。

## 製剤
HIV-1感染症（■）やB型肝炎（▲）の治療に用いられる。ギリアド・サイエンシズが開発し、日本では下記の製薬会社へ導出している。
テノホビル ジソプロキシルフマル酸塩
■ビリアード錠300 mg（日本たばこ産業製造、鳥居薬品販売)→（ギリアド・サイエンシズ）
▲テノゼット錠300 mg（グラクソ・スミスクライン）
- エムトリシタビンとの2剤合剤

■ツルバダ配合錠（日本たばこ産業製造、鳥居薬品販売)→（ギリアド・サイエンシズ）
- リルピビリン塩酸塩・エムトリシタビンとの3剤合剤

■コムプレラ配合錠（ヤンセンファーマ）
- エルビテグラビル・コビシスタット・エムトリシタビンとの4剤合剤

■スタリビルド配合錠（日本たばこ産業製造、鳥居薬品販売)→（ギリアド・サイエンシズ）
テノホビル アラフェナミドフマル酸塩
▲ベムリディ錠25 mg（ギリアド・サイエンシズ）
- エムトリシタビンとの2剤合剤

■デシコビ配合錠LT／デシコビ配合錠HT（日本たばこ産業製造、鳥居薬品販売)→（ギリアド・サイエンシズ）
- リルピビリン塩酸塩・エムトリシタビンとの3剤合剤

■オデフシィ配合錠（ヤンセンファーマ）
- ビクテグラビルナトリウム・エムトリシタビンとの3剤合剤

■ビクタルビ配合錠（ギリアド・サイエンシズ）
- エルビテグラビル・コビシスタット・エムトリシタビンとの4剤合剤

■ゲンボイヤ配合錠（日本たばこ産業製造、鳥居薬品販売)→（ギリアド・サイエンシズ）
- ダルナビル エタノール付加物・コビシスタット・エムトリシタビンとの4剤合剤

■シムツーザ配合錠（ヤンセンファーマ）

## 薬理
HIVやHBVはその生活環の中で、逆転写と呼ばれるRNAからDNAへと遺伝情報を複写する過程がある。テノホビルは核酸アナログ製剤であり、この逆転写を行う酵素を阻害することで、ウイルスの複製を阻害する抗ウイルス化学療法薬である。
B型肝炎治療においてエンテカビル（ETV）はDNA変異ウイルスの出現により耐性を獲得されることがある。テノホビルは、そういった多剤耐性獲得ウイルスに対しても効果を示す。
テノホビル ジソプロキシル（TDF）とテノホビル アラフェナミド（TAF）がある。TAFは、TDFと同じテノホビルのプロドラッグ製剤。TDFよりも血漿中において安定していて、加水分解されることで薬剤活性を示す代謝物テノホビル二リン酸となる。テノホビル二リン酸が標的細胞内にて高濃度で産生されるため、TDFの1/10程度の投与量で、同等の抗HBV作用を発揮することが認められている、と北村正樹（東京慈恵会医科大学附属病院薬剤部）は述べている。

## 副作用
テノホビルジソプロキシルエステル単剤で重大な副作用とされているものは、腎不全、重度の腎機能障害、膵炎、乳酸アシドーシス、重度の肝腫大（脂肪肝）である。

## 2015年天津爆発事故の影響
2015年8月に中国の天津で発生した倉庫爆発事故の影響で製造業者の製造工場が操業を停止した。この影響で日本肝臓学会は同剤の新規処方を控え1回処方量を少量とする様に声明を発表した。